# Jerome Isaac Friedman
Jerome Isaac Friedman (* 28. března 1930, Chicago) je americký fyzik a profesor na Massachusettském technologickém institutu.
Společně s Richardem E. Taylorem a Henry W. Kendallem roku 1990 získal Nobelovu cenu na fyziku za průkopnický výzkum týkající se hlubokých nepružných rozptylů elektronů na protonech a vázaných neutronech, které měly zásadní význam pro vývoj kvarkového modelu částicové fyziky.